# Longin de Koriajemka
Pour les articles homonymes, voir saint Longin.
Longin de Koriajemka (Преподобный Лонгин Коряжемский en russe) est un saint orthodoxe du XVIe siècle, fêté le 10 février.

## Vie monastique
Saint Longin a d'abord été moine au monastère Saint-Paul de l’Obnora puis au monastère Saints-Boris-et-Gleb près de Solvytchegodsk.Il était réputé pour avoir une grande expérience spirituelle. En 1535, alors qu’il est déjà âgé, il décide de partir vivre en ermite et est accompagné par un moine venu d’un monastère voisin, Simon. (celui-ci sera par la suite connu et canonisé sous le nom de saint Simon de Soïga, Симон Сойгинский en russe). Arrivé au bord de la rivière Koriajemka, saint Longin décide d’y établir son ermitage. Une chapelle et une cellule sont construites par Longin, avec l’aide de Simon, puis ce dernier repart. Longin commence alors sa vie d’ermite. Mais la nouvelle de la présence d’un ermite se répand dans les alentours et des disciples viennent pour demander à devenir moines. Longin les avertit des difficultés de la vie monastique mais ceux-ci sont déterminés. C’est ainsi qu’une communauté se forme. Une église est construite, dédiée à saint Nicolas, et la communauté se transforme en véritable monastère, avec saint Longin pour higoumène. Par sa prière et ses œuvres, il est un exemple pour tous les moines du Monastère. Saint Longin décède en 1540, probablement le 10 février. Il est alors enterré au pied de l’entrée de l’église du Monastère.

## Miracles
C’est plus tard que commencent les premiers miracles : En 1557, saint Longin apparaît lors d’une vision au gouverneur de la ville d’Oustioug, le prince Vladimir, qui est alors malade et il lui demande d’aller dans son Monastère et de demander aux moines de déplacer ses reliques. Vladimir s’exécute et guérit.
Dès lors, on rapporte de nombreux miracles : Il apparaît à un moine, guérit entre autres un paralytique d’Oustioug nommé Gabriel, apparaît à un paysan blessé du village d’Emichevo.

## Ville de Koriajma
La ville de Koriajma se développera dès la naissance du Monastère de saint Longin et continuera de croître dans ses environs.
L’église du monastère de Koriajma est représentée sur les armoiries de la ville.